# Fernsehturm Sankt Petersburg
Der Fernsehturm Sankt Petersburg ist ein 326 Meter hoher Stahlfachwerkturm in Sankt Petersburg, der als Sendeturm für UKW- und Fernsehsender dient. Nach dem Fernsehturm Ostankino in Moskau ist der Fernsehturm Sankt Petersburg der zweithöchste in Russland. Entworfen wurde der Turm vom Ukrainischen Institut für Stahlbau W. N. Schimanowski, welches auch den Ähnlichkeiten aufweisenden Fernsehturm Kiew konstruierte.

## Geschichte
Die vorhergehende Senderanlage stammt aus dem August 1948 und bestand aus einem 121 Meter hohen Sendemast und einem Sender mit 3 kW Leistung, der später auf 5 kW aufgestockt wurde.
Den Auftrag für den Bau eines neuen Fernsehturms in Leningrad wurde vom Ministerrat der UdSSR am 26. Januar 1952 erlassen. Im Jahr zuvor begann ein Projekt für den Bau eines neuen Multiprogramm-Fernsehzentrums. Der Bau des Turms erfolgte von 1956 bis 1962. Die erste Fernsehübertragung vom Fernsehturm war am 23. Februar 1963. Die Fernsehsendung wurde vom dritten Frequenzkanal über einen 50 kW starken Sender ausgestrahlt. Mit ursprünglich 316 Metern war er sogar einige Meter höher als der Eiffelturm in Paris und damit für einige Zeit der höchste Fernsehturm Europas. Ab dem 1. Januar 1964 nahm der Fernsehturm zusätzlich die Funktionen einer Höhenwetterstation wahr. Auf verschiedenen Ebenen wurde dazu meteorologische Messstationen angebracht.
1985 wurde er im Zusammenhang mit der Erneuerung der Fernsehsendeantenne auf seiner Spitze auf 310 Meter Höhe verkürzt. Ende 2002 – zum 300-jährigen Stadtjubiläum – erhielt der Fernsehturm eine künstlerische Beleuchtung. Am 6. Juni 2008, dem Eröffnungstag des 12. Gipfeltreffen des Sankt Petersburger Wirtschaftsforums wurde am Fernsehturm und der Troizki-Brücke eine neue Beleuchtung eingeweiht, die beide Bauwerke in unterschiedlichen Farben und Mustern illuminieren kann. Die rund 6000 Blitzlampen stammen vom deutschen Unternehmen Pfannenberg.
Im Juni 2011 wurde wiederum eine neue Antenne unter anderem für DVB-T2 installiert, wodurch sich die Höhe des Turms auf 326 Meter vergrößerte. Seit seiner Errichtung war der Fernsehturm das mit Abstand höchste Bauwerk Sankt Petersburgs, bis er am 10. Mai 2017 vom Lachta-Zentrum übertroffen wurde.

## Beschreibung

### Lage
Der Fernsehturm Sankt Petersburg befindet sich im nördlichen Teil der Petrograder Insel in unmittelbarer Nähe zur Kantemirovsky-Brücke, die über einen Seitenarm der Newa führt. Der Turm steht etwa einen Kilometer nordöstlich von der Metro-Station Petrogradskaja der Linie 2 der Metro Sankt Petersburg.

### Bauwerk
Die grundsätzliche Bauweise und Optik des Sankt Petersburger Fernsehturms erinnert an die Architektur des Eiffelturms. Im Unterschied zum Turm in Paris ist die Metallkonstruktion des Turms geschweißt und nicht genietet. Ein weiterer Unterschied ist eine durchgehende, mittig im Turmschaft verlaufende Metallröhre für die Fernseh-Übertragungskabel, die vom Sendezentrum bis zur Antenne führen. Diese massive Röhrenkonstruktion dient auch der statischen Stabilität des Turms. Das Rohr ist aus Gründen der Flugsicherung in rot-weißer Farbe lackiert und besitzt Bullaugen. Die Rohrkonstruktion fußt auf einem mehrgeschossigen nahezu würfelförmigen Gebäude, das über eine Gebäudebrücke mit dem südlich gelegenen Sendezentrum verbunden ist. Die nach oben sich verjüngende  Gittermastkonstruktion selbst ist nicht farblich gekennzeichnet. Der Grundriss der Gittermastkonstruktion ist hexagonal, die auf sechs Turmfüßen mit Betonsockel auf dem Boden ruht. Die Gittermastkonstruktion ist vertikal, horizontal und über Kreuzverbände miteinander verbunden.
Auf der Spitze der Röhre befindet sich ein dreistöckiger Turmkorb auf einer Höhe von 191 bis 201 Meter, dessen ebenfalls hexagonale Geschosse sich nach oben verbreitern. Der Turmkorb dient ausschließlich dem Sendebetrieb und hat keine öffentliche Aussichtsplattform. Oberhalb des Turmkorbs setzt der Antennenträger den Turm fort. Dieser ist ebenfalls als Gittermast ausgeführt. Die rot-weißen Metallträger verlaufen geradlinig und verjüngen sich in drei Stufen nach oben hin.

## Sendebetrieb
Die meisten Antennen befinden sich am Fernsehturm Sankt Petersburg in über 200 Meter Höhe auf dem Antennenträger. Gemäß dem Stand von Juli 1998 wurden zwölf Fernsehsender und 14 Radioprogramme ausgestrahlt. Dazu kommen noch weitere Funkrufdienste.